# アルー・クオル
アルー・クオル（Alou Kuol, 2001年7月3日 - ）は、オーストラリアのサッカー選手。スーダン・ハルツーム州ハルツーム出身、ビクトリア州シェッパートン育ち。ポジションはFW。

## クラブ経歴
2014年にビクトリア州の地域リーグに所属するゴールバーン・バレー・サンズFCに入団。2017年から2年間アマチュアリーグでプレーし、ゴールを量産。2019年にセントラルコースト・マリナーズFCやメルボルン・ビクトリーFC、ウェスタン・ユナイテッドFCなどがクオルの獲得に乗り出し、同年7月にセントラルコースト・マリナーズFCと契約。2019-20シーズンは下部リーグで9試合6ゴールを決め、2020年3月にトップチームに昇格。1日のウェスタン・ユナイテッドFC戦でプロデビュー。プロ2年目の2020-21シーズンに入り得点能力が開花。12月31日のニューカッスル・ジェッツFC戦でプロ初ゴールを決めると、以降ゴールを量産し、快速ウィンガーとして注目を集める。
2021年4月16日、VfBシュトゥットガルトと4年契約を締結し、同年7月より加入することが発表された。
2022年1月31日にSVザントハウゼンへ2021-22シーズン終了までの期限付き移籍をした。

## 人物
- 第二次スーダン内戦真っ只中の2001年にハルツームで出生。3歳の時に一家はエジプトに亡命し、翌2005年にオーストラリアに移住した。
- クオルの両親は現在の南スーダン地域の出身で、クオル自身も同国の国籍を所有している。
- 代表はオーストラリア代表のほか、南スーダン代表に加え、出生地にあたるスーダン代表の3カ国の代表でのプレーを選ぶことが可能となっている。
- 実弟のガラン・クオルもオーストラリア代表のサッカー選手。